# Privatleben (Film)
Privatleben (Originaltitel: Vie privée) ist ein französisch-italienisches Filmdrama von Louis Malle aus dem Jahr 1962 mit Brigitte Bardot und Marcello Mastroianni in den Hauptrollen.
Im Film werden einige Aspekte des Lebens und der großen Berühmtheit von Bardot aufgegriffen: die gemischte Wahrnehmung der Schauspielerin zwischen unmoralischem Sexsymbol und ernstzunehmendem Filmstar, die Verdrängung des Privatlebens durch die überinteressierte Öffentlichkeit und Paparazzi.

## Handlung
Die 18-jährige Jill lebt mit ihren Eltern in einem noblen Anwesen in Genf. Sie ist wie ihre Freundin Carla Tänzerin, übt Ballett und trifft sich mit ihrem Freund Dick, Carla und deren Mann Fabio Rinaldi zu gemeinsamen Feiern. Dick geht eines Tages nach Paris und Jill entscheidet sich, ihm zu folgen. In Paris erkennt sie, dass sie unzufrieden mit ihrem Leben ist. Weder der Tanz noch die Beziehung zu Dick erfüllen sie, zumal sie Dick nicht liebt. Als er sie bei einer Tanzprobe übermäßig kritisiert, ohrfeigt sie ihn und geht. Sie bleibt aus Trotz in Paris, verdient sich ihr Geld als Fotomodell und kommt schließlich zum Film. Die Kamera liebt sie und Jill steigt innerhalb kürzester Zeit zum Filmstar auf.
Drei Jahre später gilt sie als Inbegriff der Sünde, taucht mit wechselnden Liebhabern ständig in der Klatschpresse auf und kann keinen Schritt mehr unerkannt auf die Straße wagen. Als sie im Aufzug zu ihrer Wohnung mit der Putzfrau des Hauses zusammentrifft, beschimpft diese sie als unmoralisch. Jill beginnt unter der ständigen Überwachung ihres Lebens zu leiden. Als sie auf Druck ihres Produzenten eine Premiere besucht, wird sie von der Menschenmenge so bedrängt, dass sie einen Zusammenbruch erleidet. Sie wird in eine Klinik eingewiesen und ist wenig später mit ihrer Ärztin Juliette heimlich und verkleidet nach Genf unterwegs. Hier will sie im Haus ihrer Mutter Cecile unterkommen. Die Mutter ist jedoch nicht da und so sucht Jill den Theaterregisseur Fabio Rinaldi auf, da er der einzige Mensch in Genf ist, den sie sonst noch kennt. Fabio begleitet sie zum Haus der Mutter, wo sie einen Ersatzschlüssel finden. Jill richtet sich in ihrem Zimmer ein und will ihre Ruhe haben. Juliette führt die Paparazzi jedoch zum Haus, das nun belagert wird. Fabio schmuggelt Jill am nächsten Tag aus dem Haus in seine Wohnung. Er hat sich inzwischen von Carla scheiden lassen, sei sie doch mit ihrer Tanztruppe nach Rom gegangen.
Jill verbringt die ersten Tage allein in Fabios Wohnung und versucht, sich in seiner Badewanne das Leben zu nehmen. Fabio findet sie rechtzeitig und verspricht, sie von nun an nicht mehr allein zu lassen. Beide werden ein Paar, auch wenn Fabio befürchtet, von ihr wie ihre vorherigen Liebhaber irgendwann fallengelassen zu werden. Jill jedoch hatte sich bereits in Genf vor drei Jahren in Fabio verliebt, ihre Gefühle aber zugunsten ihrer Freundin Carla unterdrückt. Jill und Fabio leben eine Zeit gemeinsam in Fabios Wohnung, die Jill aus Angst vor der Menschenmenge draußen nicht verlässt. Fabio muss jedoch eines Tages nach Spoleto in Italien gehen. Er hat Heinrich von Kleists Stück Das Käthchen von Heilbronn auf Italienisch übersetzt und die Aufführung im Freilichttheater von Spoleto maßgeblich geplant. Nun stocken dort kurz vor der Premiere die Proben und Fabio wird vor Ort gebraucht. Bis zur Premiere sind es nur noch zwei Wochen. Da Jill nicht allein sein will, zieht sie zu ihrer Mutter nach Genf, deren Haus bald massiv belagert wird. Jills Produzent erscheint und will die junge Schauspielerin zwingen, nach Paris zurückzukommen. Sie will aus dem Filmgeschäft aussteigen, doch gibt ihr der Produzent sieben Tage, um sich zu besinnen. Andernfalls will er sie wegen Vertragsbruchs verklagen.
Jill fährt zu Fabio nach Spoleto, um sich von ihm einen Rat zu holen. In Spoleto erkennt sie zunächst niemand, doch trifft Jill hier einen bekannten Fotografen, Alain, wieder, der ihr Foto in die Zeitung bringt. Bald werden die Proben zum Stück durch die Anwesenheit von Schaulustigen und Paparazzi erschwert, die Jill sehen wollen. Die ist zunächst über die Anwesenheit der Fotografen im Palais, in dem sie ein Zimmer hat, dankbar, langweilt sie sich doch so nicht. Fabio wirft Alain und seine Begleiter jedoch irgendwann raus, habe Jill doch ein Recht auf Privatsphäre. Alain erklärt Fabio den Krieg und in der Folge belagern Paparazzi die Dächer des Palais’, um ein Foto von Jill zu erhalten. Sie wird von Fabio in ein höher gelegenes Zimmer im Palais umquartiert. Am Tag der Stückpremiere kommt es zum heftigen Streit zwischen Fabio und Jill. Fabio will aufgrund des zu erwartenden Aufruhrs nicht, dass Jill zur Stückpremiere im Publikum sitzt. Jill wirft ihm vor, sie im Palais gefangenzuhalten und sich ihrer zu schämen. Fabio trifft im Publikum wenig später auf Carla, die nicht versteht, warum Jill nicht im Publikum sitzen sollte. Fabio versucht Jill nun zur Premiere einzuladen, doch lehnt sie es ab. Während der Premiere klettert Jill unbemerkt aus ihrem Fenster auf das Palaisdach und sieht sich die Inszenierung von oben an. Sie wechselt mehrfach ihre Position, um eine möglichst gute Perspektive auf die Bühne zu erhalten, und kommt dabei nahe an den Abgrund. Fabio sieht sie oben, als Alain von einem Fenster aus Jill mit Blitz fotografiert. Jill verliert überrascht und geblendet die Balance und stürzt in die Tiefe. Im Fall zeigen sich ihre Gesichtszüge entspannt und fast glücklich.

## Produktion

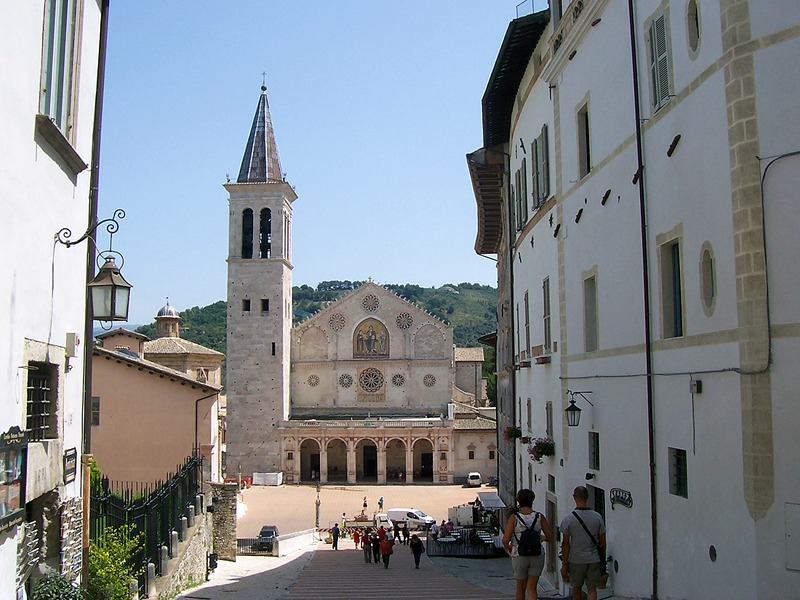
Dom und Markt von Spoleto, ein Drehort des Films

Privatleben entstand vor Ort in Genf, Paris und Spoleto. Die Szenen in Spoleto spielen vor allem auf dem Markt der Stadt, vor und unweit des Doms. Hier findet auch die von Fabio geplante Theateraufführung im Rahmen des Festival dei Due Mondi statt. Die Innenaufnahmen des Films wurden im Franstudio in Saint-Maurice gedreht.

Mastroianni und Bardot am Filmset in Genf

Die Kostüme von Brigitte Bardot schufen Marie Martine und Réal, die Filmbauten stammen von Bernard Evein. Der Sprecher im Original ist Jean-Claude Brialy. Volker Schlöndorff war an der Entstehung des Films als Regieassistent beteiligt. Brigitte Bardot singt im Film zur Gitarrenbegleitung das Gedicht Sidonie von Charles Cros, das von Jean-Max Rivière und Jean Spanos vertont wurde.
Der Film kam am 31. Januar 1962 in die französischen Kinos. Am 19. April 1962 lief er in den deutschen Kinos an und kam am 23. November 1962 auch in die Kinos der DDR. Die deutschen Fernsehpremieren waren am 2. Januar 1971 (ARD) und am 25. Oktober 1986 (DFF 2).
Privatleben weist zahlreiche Parallelen zu Brigitte Bardots Leben auf. Der Spiegel schrieb 1962, dass Jill und Brigitte Bardot bis zum Selbstmordversuch Jills eine identische Biografie hätten; die Filmfigur weise zudem „Gesichts- wie Wesenszüge des Filmstars BB auf…“. Bereits 1961 schrieb Der Spiegel in einer Meldung, dass Bardot gerade „in Genf ihr ‚Privatleben‘ verfilmt“. Selbst einzelne Details der Handlung stammen aus Bardots eigener Erfahrung, so die Beschimpfung durch die Putzfrau im Fahrstuhl, die für den Film abgeschwächt wurde. „Die Schimpfworte, die in Wirklichkeit gebraucht wurden, wären uns von der Zensur gestrichen worden. Und den Versuch der Frau, Brigitte Bardot die Augen auszustechen, hätte uns das Publikum nicht abgekauft“, berichtete Louis Malle in einem Interview. Spätere Kritiker befanden, dass im Film zwar nicht Brigitte Bardots Leben nacherzählt werde, „die Figur der Jill [aber] zweifellos nach ihrem Vorbild angelegt“ worden sei.

## Synchronisation
| Rolle          | Darsteller            | Synchronsprecher |
| -------------- | --------------------- | ---------------- |
| Jill           | Brigitte Bardot       | Margot Leonard   |
| Fabio          | Marcello Mastroianni  | Peer Schmidt     |
| Dick           | Dirk Sanders          | Peter Nestler    |
| Maxime         | Paul Sorèze           | Klaus Miedel     |
| Cecile         | Eléonore Hirt         | Friedel Schuster |
| Gricha         | Gregor von Rezzori    | Kurt Waitzmann   |
| Carla          | Ursula Kübler         | Agi Prandhoff    |
| Fotograf Alain | Antoine Roblot        | Ottokar Runze    |
| Diener Albert  | Christian de Tilliere | Horst Keitel     |

## Kritik
„Der Film, der solcherart zwischen Realismus und Märchenton pendelt, nimmt sich aus wie eine intelligente Stilübung“, schrieb Der Spiegel anlässlich der deutschen Premiere des Films 1962.
Dieter Krusche nannte den Film eine kritische Analyse des Wegs vom Modell zum Star und der Reaktion der Öffentlichkeit auf diesen Star. Dieser werde „als Subjekt und Objekt der Manipulation“ dargestellt. Krusche stellt fest, dass Malle diese Analyse „bestechend schön inszeniert, wobei eine Vielzahl effektvoller Einfälle hier zum sinnvollen dramaturgischen Mittel wird.“
„Der formal bemerkenswerte Film huldigt einem damals neuartigen Bardot-Mythos: indem er die Skandal-Heldin zum Opfer der sensationsgierigen Gesellschaft erklärt, verkündet er ihre persönliche Unschuld“, schrieb der film-dienst. Cinema, befand, dass Brigitte Bardot im Film „erstmals nicht nur als Darstellerin [agiere], sondern auch als ihr eigener Mythos. […] Fazit: Hommage an die Sexgöttin der 1960er“.